# Bob Geldof
Sir Robert Frederick Zenon Geldof, detto Bob (Dún Laoghaire, 5 ottobre 1951), è un cantante, attore e attivista irlandese.

## Biografia

### Primi anni
Bob Geldof è nato a Dún Laoghaire, Irlanda, da genitori cattolici. Il padre Robert era di origine belga. La madre Evelyn morì di emorragia cerebrale. Frequentò il Blackrock College, una scuola privata vicino a Dublino. Era vittima spesso di atti di bullismo. Dopo aver svolto lavori umili, fece il giornalista musicale a Vancouver, in Canada, per il settimanale Georgia Straight.

### La carriera musicale
Fondò il suo gruppo, i Boomtown Rats, con i quali fu spesso in vetta alle classifiche britanniche, nel 1975, ma è conosciuto in tutto il mondo soprattutto per il suo impegno a favore della lotta contro la fame e le malattie in Africa; questo impegno negli anni lo ha portato a trascurare la carriera musicale.
Partecipò anche come attore, nella parte del protagonista Pink, al film Pink Floyd - The Wall diretto da Alan Parker.

### Attività benefica
Nel 1984, assieme a Midge Ure, scrisse la canzone Do They Know It's Christmas? interpretata dai migliori artisti britannici dell'epoca riuniti in un supergruppo ribattezzato Band Aid: la canzone raggiunse la vetta delle classifiche e i suoi proventi andarono al 100% in aiuto delle popolazioni colpite dalla carestia. Sulla base di quell'esperienza, un folto gruppo di artisti americani volle portare il proprio contributo e nel 1985 parteciparono a USA for Africa, un supergruppo di 45 celebrità della musica pop tra cui Michael Jackson, Lionel Richie, Stevie Wonder e Bruce Springsteen, cantando We Are the World prodotta da Quincy Jones. I proventi raccolti con We Are the World furono devoluti alla popolazione dell'Etiopia, afflitta in quel periodo da una disastrosa carestia. Il brano vinse il Grammy Award come "canzone dell'anno", come "disco dell'anno", e come "miglior performance di un duo o gruppo vocale pop".
Nel 1985, sull'onda di quelle esperienze e con l'aiuto di molti altri artisti, Bob si dedicò anima e corpo all'organizzazione del Live Aid, concerto rock in mondovisione tenutosi il 13 luglio in due diversi continenti, lo stadio di Wembley a Londra, e lo stadio JFK di Filadelfia. A questa manifestazione, senza precedenti nella storia della TV e della musica, parteciparono le maggiori personalità del mondo della musica e dello spettacolo. L'evento è stato raccontato dettagliatamente nella seconda parte del suo libro autobiografico Tutto qui?.
Nel 2005 ha promosso una nuova edizione dell'evento, chiamata Live 8, una serie di 10 concerti organizzati per il luglio di quell'anno nelle nazioni appartenenti al G8, che ha riunito milioni di fan della musica e di persone convinte nelle possibilità di questo meritevole ma difficile progetto. Nello stesso anno ha difeso l'operato in Africa del Presidente degli Stati Uniti d'America George W. Bush definendolo "migliore di quello di ogni altro presidente statunitense". Sempre nel 2005 aderisce al progetto per la realizzazione del film Soldiers of Peace che coinvolge 14 Paesi nel Mondo nella realizzazione di una pace globale.
Nel 2008 è stato consulente sulla povertà del Partito Conservatore britannico.

### Attività imprenditoriale
Negli anni novanta Bob Geldof si impegna in attività imprenditoriali.
Fonda una società di produzione televisiva e una società di viaggi, che rivende realizzando diversi milioni di dollari di profitto. Attualmente detiene una quota in una società chiamata Ten Alps.

## Vita privata
Dopo 10 anni di fidanzamento, Bob Geldof ha sposato, nel giugno 1986, la giornalista Paula Yates, da cui ha avuto 3 figlie: Fifi Trixibelle Geldof (31 marzo 1983), Peaches Honeyblossom Geldof (13 marzo 1989 - 7 aprile 2014) e Little Pixie Geldof (17 settembre 1990).
Geldof e Yates divorziano a maggio 1996 e il 22 luglio 1996 l'ex-moglie ha avuto una figlia, Heavenly Hiraani Tiger Lily, con Michael Hutchence. Dopo la morte di Hutchence e della ex-moglie Yates, Bob Geldof ha ottenuto la piena custodia delle 3 figlie e anche di Tiger Lily.
A oggi, vive a Londra con la sua compagna Jeanne Marine, attrice francese.
Il 7 aprile 2014, la figlia Peaches Geldof è stata trovata morta nella sua villa del Kent.

## Discografia parziale

### Discografia solista

#### Album in studio
- 1986 – Deep in the Heart of Nowhere
- 1990 – The Vegetarians of Love
- 1993 – The Happy Club
- 2001 – Sex, Age & Death
- 2011 – How to Compose Popular Songs That Will Sell

### Collaborazioni
- 1994 – Modena City Ramblers, album Riportando tutto a casa, brani The great song of indifference e Il bicchiere dell'addio
- 2012 – Enzo Avitabile, album Black tarantella, brano Suonn' a pastell'

## Filmografia parziale

### Attore
- Pink Floyd The Wall, regia di Alan Parker (1982)
- Number One (1985) – film TV
- Beyond the Groove (1990) – film TV
- Spice Girls - Il film, regia di Bob Spiers (1997)
- Being Mick (2001)
- Frank Gehry - Creatore di sogni, regia di Sydney Pollack (2005)
- I am Bob, regia di Donald Rice (2007) – cortometraggio
- Mauvaise fille (2012)

### Doppiatore
- The Old Fools (2002)

## Libri
- Tutto qui? (Is that it?), Sperling & Kupfer, 1986
- Nel racconto "Le jour du jugement dernier", tratto dalla raccolta "Les Mémoires de Satan", di Pierre Cormon, Dio cerca di giudicare Bob Geldof ma non ci riesce.

## Riconoscimenti
- 2005 – Uomo per la pace